# Pascual Duartes familj
Pascual Duartes familj (spanska: La familia de Pascual Duarte) är en roman från 1942 av den spanske författaren Camilo José Cela. Den handlar om en man som efter några motgångar i livet börjar begå våldsdåd och mördar flera människor.
Boken var Celas debutroman, som han började skriva 1940 och färdigställde två år senare. Boken blev refuserad av flera förlag innan den gavs ut i Burgos i Spanien. Den väckte omedelbart starka reaktioner och blev en försäljningsframgång. När förlaget ville ge ut en andra upplaga 1943 förbjöds detta, men tilläts 1946. Senare har många kritiker jämfört boken med Albert Camus' roman Främlingen, som också gavs ut 1942.
Pascual Duartes familj gavs ut på svenska 1947 i översättning av Alfred Åkerlund, först som Pascual Duarte men i senare upplagor med den längre titeln. En filmatisering i regi av Ricardo Franco hade premiär 1976 och fick priset för bästa manliga skådespelare vid filmfestivalen i Cannes.